# Lowell-American Automobile Company
Lowell-American Automobile Company war ein US-amerikanischer Hersteller von Automobilen.

## Unternehmensgeschichte
Die Lowell Motor Company hatte ab etwa 1900 Motoren hergestellt. Im Frühling 1908 wurde der Beschluss gefasst, in die Automobilproduktion einzusteigen. Dazu wurde im Sommer 1908 das separate Unternehmen in Lowell in Massachusetts gegründet. Die Gründer waren Jesse G. Hanson, Moses Lahue und John F. Spaulding. Im gleichen Jahr begann die Produktion von Automobilen. Der Markenname lautete Lowell. 1909 endete die Produktion. Insgesamt entstanden nur wenige Fahrzeuge.

## Fahrzeuge
Das einzige Serienmodell hatte einen Vierzylindermotor. Er war mit 16/20 PS angegeben. Die Motorleistung wurde über ein Dreiganggetriebe und eine Kardanwelle an die Hinterachse übertragen. Das Fahrgestell hatte 249 cm Radstand. Der Aufbau war ein zweisitziger Runabout.
Außerdem waren Fahrzeuge mit Sechs- und Achtzylindermotoren geplant.